# Шентпавел (Любляна)
Шентпавел (словен. Šentpavel) — поселення в общині Любляна, Осреднєсловенський регіон, Словенія. Висота над рівнем моря: 371,3 м.